# 名無しの権兵衛
名無しの権兵衛（ななしのごんべえ）は、「名前が分からない人」や「名前が明らかにされていない人」を指して使われる俗語、仮名（かめい）。

## 由来
「名無しの権兵衛」という言葉の由来には、複数の説がある。
深川説
江戸時代、深川の門前仲町は歓楽街であったが、幕府公認ではなかったがゆえに、正式には遊女を雇い入れることができなかった。そこで、遊女に男性の名前を騙らせることで、幕府の目を逃れていた。その男性風の名前を権兵衛名と呼んだ。しかし、雇い入れられたばかりの女にはまだ権兵衛名がついていないことも多かった。その女を名無しの権兵衛と呼んだことが由来である、という説。
日枝神社説
東京都赤坂にある日枝神社にまつわる手鞠歌の中に、名主の権兵衛と歌う箇所があり、それが伝わるうちに名無しの権兵衛になった、という説。

## ジョン・ドウ、ジェーン・ドウ
英語で「名無しの権兵衛」に相当するのは、ジョン・ドウ (John Doe) である。Doe 自体に架空の姓（ファミリーネーム）の意味がある。ジョンは、ありふれた男性の名前であり、女性が対象となる場合は同様の理由でジェーンが用いられ、ジェーン・ドウ (Jane Doe) となる。複数の「名無しの権兵衛たち」を表す場合はそれぞれジョン・ドウズ (John Does)、ジェーン・ドウズ (Jane Does) となる。
これは「名無しの権兵衛」と同じく、名前不明の人物を指して名づけられる場合もあるが、「名無しの権兵衛」が俗語の域を出ないのに対して、「ジョン・ドウ」は訴訟において仮名として用いられることもある。同例としてリチャード・ロウ (Richard Roe) がある。身元不明の死体に「ジョン（ジェーン）・ドウ」が使用されることもあり、アニー・マエ・アクアッシュは、死亡時に身元が不明だったため、「ジェーン・ドウ」という名札を付けられた。キングズベリー・ランの屠殺者事件では、複数の死体が出たため、身元不明の被害者はジョン・ドウ1、ジョン・ドウ2と番号付きで呼ばれた。
クラスアクション裁判(集団訴訟)の原告欄に「DOES 1-500」と記載されていると、「氏名不詳の1人ないし500人」の意味となる。
同様の語としてジョン・スミスやジェーン・スミス (John Smith, Jane Smith) がある。この場合のスミスはありふれた姓として用いられており、日本語で訳すとすれば、山田太郎や山田花子となる。また、映画においてはアラン・スミシー (Alan Smithee)、平均的な男性を指す語としてはジョンQ (John Q. Public) がある。

## 張三李四
中国語で「張三李四(張家の三男、李家の四男)」というと、「とある人」と同じ意味になる。「張・李」はいずれも中国でもっとも一般的な姓であり、「三・四」は排行である。
俗な表現であるが、歴史は意外に古く、北宋の『景徳伝灯録』にしばしば現れる。王安石「擬寒山拾得二十首」其八および其十四にも見える。

## 各文化圏における同様な表現
世界各文化圏における同様の匿名表現は仮名、若しくは英語版の List of terms related to an average person を参照のこと。